# 340年代
340年代（さんびゃくよんじゅうねんだい）は、西暦（ユリウス暦）340年から349年までの10年間を指す十年紀。